# Gemeinde (Finnland)

Gliederung der Gemeinden in Finnland (2021)

Die Gemeinden (finnisch kunta, schwedisch kommun; auch als ‚Kommune‘ übersetzt) bilden in Finnland die lokale Ebene in der Verwaltungsgliederung des Landes und das Hauptorgan der kommunalen Selbstverwaltung.

## Allgemeines
2024 gibt es in Finnland 309 Gemeinden, von denen 108 Städte sind. In Bezug auf Fläche und Einwohnerzahl der finnischen Gemeinden gibt es große Unterschiede: Vor allem im dünn besiedelten Norden Finnlands umfassen die Gemeinden oft ein sehr großes Gebiet. Die größte Gemeinde Inari hat bei weniger als 7000 Einwohnern eine Fläche von 17.334 Quadratkilometern. Die flächenmäßig kleinste Gemeinde, die Stadt Kauniainen, umfasst nur 6 Quadratkilometer. Die meisten Einwohner hat die Hauptstadt Helsinki mit 664.028, die wenigsten Sottunga auf Åland mit 111 (jeweils 31. Dezember 2022).
Historisch gehen die finnischen Gemeinden auf die Kirchspiele (finn. pitäjä, schwed. socken) aus der schwedischen Zeit zurück. 1865 wurde die Verwaltung der Landgemeinden von der Kirchenverwaltung getrennt und die politische Gemeinde als zivile Selbstverwaltungseinheit eingeführt. Traditionell gab es in Finnland drei verschiedene Arten von Gemeinden mit verschiedenen Sonderrechten. Die eigentlichen Gemeinden waren die ländlichen Gebiete. Daneben gab es die Marktflecken (kauppala, köping), stadtähnlich entwickelte Orte ohne eigene Stadtrechte, und die Städte (kaupunki, stad). Die Marktflecken wurden 1976 abgeschafft und in Städte umgewandelt. 1995 wurden die letzten rechtlichen Unterschiede zwischen Gemeinden und Städten aufgehoben. Seitdem sind auch die Städte terminologisch Gemeinden und darf sich jede Gemeinde nach eigener Entscheidung als Stadt bezeichnen.

## Gemeindereform
Nach dem Zweiten Weltkrieg hatte die Anzahl der Gemeinden in Finnland noch 547 betragen. Bis in die 1950er Jahre wurden größere Orte als Marktflecken aus den umgebenden Gemeinden herausgelöst, zuletzt etwa 1951 Järvenpää aus Tuusula. Seitdem hat sich die Anzahl der Gemeinden durch Gemeindefusionen verringert. In den 1960er Jahren bereitete die finnische Regierung ein Gesetz vor, das Zwangseingemeindungen ermöglichen sollte. Zwar wurde dieses Gesetz nie verabschiedet, doch kam es als Reaktion darauf vor allem im Zeitraum zwischen 1969 und 1977 zu einer größeren Anzahl von Gemeindefusionen.
Im Jahr 2005 initiierte die finnische Regierung eine „Gemeinde- und Dienstleistungsstrukturreform“. Sie soll die Gewährleistung von kommunalen Dienstleistungen sichern und strebt eine Schaffung von größeren Gemeindeeinheiten an. Als Folge der Reform gab es zwischen 2005 und 2013 bereits 82 Gemeindefusionen, durch die die Anzahl der Gemeinden auf 320 vermindert wurde. Ministerpräsident Jyrki Katainen gab 2012 als Ziel seiner Regierung an, bis zum Ende der Legislaturperiode im Jahr 2015 die Anzahl der Gemeinden auf 100 zu senken. Durch die Gemeindereform sind auch im dichter besiedelten Südteil Finnlands Gemeinden von teils erheblicher Ausdehnung entstanden. So hat die Stadt Hämeenlinna nach der Eingemeindung von fünf Nachbargemeinden eine Fläche von über 2000 Quadratkilometern.

## Aufgaben
Die Gemeinden sind für öffentliche Einrichtungen wie Schulen, Gesundheitswesen, Wasserversorgung und lokale Straßen zuständig. Sie haben auch das Recht, eine Gemeindesteuer zwischen 16 und 20 % zu erheben, die bis zu zwei Drittel der gesamten Steuerlast ausmacht. Andere Bereiche wie Fernstraßen, Gesetzgebung oder die Polizeikräfte liegen in der Zuständigkeit der Zentralregierung.
Die Entscheidungsgewalt in der Gemeinde wird durch einen alle vier Jahre direkt gewählten Gemeinderat (kunnanvaltuusto) ausgeübt. Dieser wählt als Verwaltungsorgan die Gemeinderegierung (kunnanhallitus). Den Vorsitz in der Gemeinderegierung führt entweder ein hauptamtlicher Gemeindedirektor (kunnanjohtaja) oder ein ehrenamtlicher Bürgermeister (pormestari). Ob eine Gemeinde als „Stadt“ bezeichnet wird, ist rechtlich und organisatorisch bedeutungslos. Die Bezeichnung darf jede Gemeinde führen, die nach eigener Meinung eine städtische Struktur aufweist.